# Präänholma
Präänholma är en ö i Finland.   Den ligger i kommunen Sastmola i den ekonomiska regionen  Björneborgs ekonomiska region  och landskapet Satakunta, i den sydvästra delen av landet, 260 km nordväst om huvudstaden Helsingfors. Arean är 0,60 kvadratkilometer.
Terrängen på Präänholma är mycket platt. Den sträcker sig 1,0 kilometer i nord-sydlig riktning, och 1,1 kilometer i öst-västlig riktning.  I omgivningarna runt Präänholma växer i huvudsak blandskog.